# Teres I
Teres I (gr.: Τήρης, Téres) – pierwszy król trackich Odrysów ok. 480-445 p.n.e. Znany był zwłaszcza z wojskowych zdolności. Spędzał dużo czasu na polach bitew. Ok. 445 r. p.n.e. zginął w walce podczas kampanii wojennej.
Zostawił dwóch synów, którzy zostali jego następcami. Najstarszym był Sparadokos (ok. 445-435 p.n.e.), który objął we władanie zachodni region Tracji, a drugim Sitalkes (ok. 445-424 p.n.e.).